# 하지 무라트

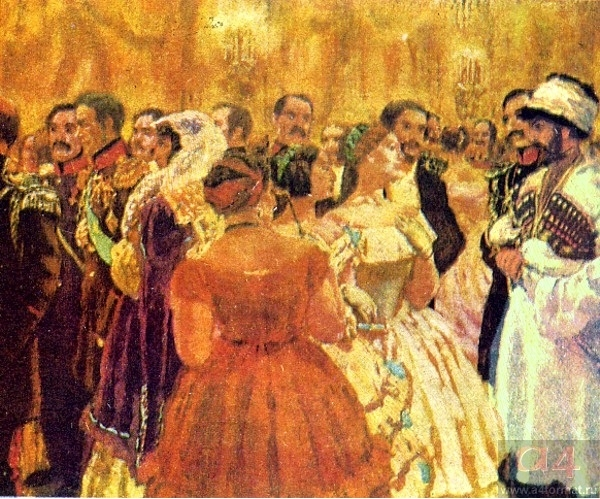

하지 무라트(러시아어: Хаджи Мурат)는 레프 톨스토이가 1896년 8월부터 쓰기 시작해서 8년이 지난 1904년이 되어서야 완성한 작품이다.
이 작품의 초안 제목은 ＜엉겅퀴＞였는데, 그 이유는 한 인간이 정의를 위해 불의에 맞서 죽을 때까지 싸우는 형상을, 줄기의 가시로 끈질기게 자신을 지키려는 엉겅퀴의 형상에 겹쳐서 보여 주고자 했기 때문이다. 두 번째 판본의 제목은 ‘성스러운 전쟁’이라는 뜻의 ＜하자바트＞였는데, 자신의 토지를 지키며 삶의 권리를 보전하려는 ‘거룩한 사명을 띤 민중들의 전쟁’이라는 의미를 가진다. 이는 ‘19세기의 제국 러시아’를 향한 캅카스 지역의 소수민족들의 전쟁이자, ‘차르식 통치 방식’에 대항한 전쟁이었다.
주인공 하지 무라트는 샤밀의 압박과 견제로 생명에 위협을 느끼자 러시아로 넘어갔지만, 샤밀에게 볼모로 잡혀 있는 가족 때문에 노심초사하며 지낸다. 그는 가족을 구출하기 위해 백방으로 노력하다가 그 모든 게 무위로 그치자, 결국에는 부하들과 함께 산으로 탈주하는 방법을 택한다. 그러나 가족을 구출하러 가기도 전에 러시아군과 민병대의 추격을 받고 그들에게 무참히 살해당하고 만다. 하지 무라트는, 좁은 의미에서는 가족의 안전과 자유를 위해, 넓은 의미에서는 자기 종족(민중)의 자유와 독립을 위해 투쟁하는 전사다.

## 하지 무라트의 형상화
하지 무라트는 실존했던 인물로서, 아바르 한국(汗國)의 지배자 샤밀 쪽의 제일 용맹한 우두머리 장수였다. 1851년 12월 11일 발행된 티플리스의 ≪캅카스 신문≫은 하지 무라트가 러시아로 넘어간 사건을 대대적으로 보도하고 있다. 톨스토이는 하지 무라트와 그 주변 인물들을 적확하게 묘사하기 위해서 역사적 문헌과 기록들을 연구하고, 하지 무라트에 관한 자료를 수집했다. 작가는 ‘역사적 사실’에서부터 ‘캅카스 지역의 일상적 삶의 세목(細目)’에 이르기까지의 모든 것을, 하지 무라트의 형상을 정확히 구현하고 그의 파란만장한 생애를 진술하는 데 활용하고자 했다.
톨스토이는 이 작품에서 하지 무라트 형상의 정확한 구현과 더불어 그의 파란만장한 생애를 진술하는 데 중점을 두는 한편, 하지 무라트를 사이에 두고 대립하는 두 진영(니콜라이 1세와 샤밀)의 관계에도 초점을 맞춘다. 또한 톨스토이가 이 작품을 집필하던 시기의 세계사의 흐름과 ＜하지 무라트＞에서의 역사적 사실을 연관시켜서 고찰해 보면, 아주 흥미로운 점을 발견하게 된다. 하지 무라트를 사이에 두고 대립하던 두 진영의 관계가, 민중(하지 무라트)을 사이에 두고 대립하는 제국주의 진영(니콜라이 1세)과 식민지 진영(샤밀)의 관계로 재해석된다는 점이다. 이것을 더 확장시켜 보면 ‘유럽적 요소’와 ‘아시아적 요소’의 ‘갈등과 충돌’이 그려진다.
톨스토이는 하지 무라트를 입체적인 인물로 파악했다. 전장에서는 적군에게 잔인하고 용맹하기 이를 데 없는 전사(戰士)로, 일상적 삶에서는 부하에게 도량이 넓으면서도 위엄과 절도가 있는 수장으로 묘사한다. 또한 노회한 노(老)공작 보론초프 앞에서는 당당하고 지략이 뛰어난 장수로 형상화하고 있다. 그리고 작품 전체를 통해서는 일관되게 자기 가족에게 한없이 자상하고 인간미 넘치는 가장으로 표현하고 있다.
하지 무라트의 형상은 그야말로 ‘인간의 유동성’을 가장 잘 구현하고 있다고 할 수 있다. 마리야 드미트리예브나의 형상에서는 ‘인간의 유동성’보다는 오히려 ‘인물의 전형성’이 드러나는데, 그것은 톨스토이가 하지 무라트의 형상을 더 오롯하게 각인시키기 위해 의도적으로 그녀의 형상을 전형적으로 만들었다고 할 수 있다. 이 작품에 등장하는 소박하고 다정한 러시아인들(젊은 장교 부트렐과 로리스 멜리코프, 마리야 드미트리예브나와 그녀의 어린 아들) 역시 마찬가지다. 그들은 하지 무라트에게 매료되고, 하지 무라트 역시 그들에게 호감을 가지고 마음을 여는데, 이 또한 하지 무라트의 개방성과 인간미를 표현하기 위한 작가적 전략이라고 볼 수 있다.
＜하지 무라트＞는 시작 부분에서의 러시아 병사 아브데예프의 죽음과 결말 부분에서의 하지 무라트의 죽음이 상응하면서 대칭 구조를 이룬다. 또한 상승하는 슈제트와 하강하는 슈제트의 노선에서 전쟁과 결부된 일련의 사건들이 ‘축적되는 구조’를 통해, 아브데예프와 하지 무라트의 죽음의 의미를 더 명료하게 드러낸다.
톨스토이는 ＜하지 무라트＞에서 단편적 사건들을 ‘주인공의 의식의 흐름’ 속에 녹아들게 하면서 자신이 의도하는 ‘주도적 관념의 운동’ 속으로 침투시킨다. 또한 ‘현미경적 묘사’와 ‘망원경적 묘사’를 교차ᐨ결합시키는 기법을 활용하기도 하고, 지각(知覺)을 강화시키는 ‘낯설게 하기’를 사용하기도 한다.